# Shapurji Saklatvala
 (juin 2025).
Si vous disposez d'ouvrages ou d'articles de référence ou si vous connaissez des sites web de qualité traitant du thème abordé ici, merci de compléter l'article en donnant les références utiles à sa vérifiabilité et en les liant à la section « Notes et références ».
Shapurji Saklatvala (28 mars 1874 à Mumbai - 16 janvier 1936) est un homme politique britannique d'origine indienne. Il est le quatrième Indien à être membre du Parlement du Royaume-Uni, après Dadabhai Naoroji, Mancherjee Bhownagree et Satyendra Sinha.

## Biographie
Membre du Parti communiste de Grande-Bretagne, il est élu aux élections générales de 1922, avec le soutien officiel du Parti travailliste. Il est l'un des premiers communistes à avoir été élu au Parlement britannique.
Il perd son siège aux élections de 1923, mais le récupère à celles de 1924, cette fois-ci sans le soutien du Parti travailliste. En 1929, il perd de nouveau son siège.
Saklatvala est arrêté en 1926 à la suite d'un discours de soutien à des mineurs de charbon en grève et emprisonné deux mois. Pendant la guerre d'Espagne, les Britanniques combattant dans les Brigades internationales furent parfois appelés le Bataillon Saklatvala, plus connu sous le nom de Bataillon Britannique puisque aucun autre bataillon britannique n'y avait combattu.

## Liste des députés communistes au Parlement britannique
Il n'y a jamais eu que six représentants du Parti communiste au Parlement du Royaume-Uni :

À la Chambre des communes :
- Cecil Malone (1920-1922)
- John Newbold (1922-1923)
- Shapurji Saklatvala (1922-1929)
- William Gallacher (1935-1950)
- Phil Piratin (1945-1950)

À la Chambre des lords :
- Wogan Philipps (baron Milford) (1963-1993)

## Source
- (en) Cet article est partiellement ou en totalité issu de l’article de Wikipédia en anglais intitulé « Shapurji Saklatvala » (voir la liste des auteurs).